# Voltastraße (métro de Berlin)
Voltastraße est une station du métro de Berlin à Berlin-Gesundbrunnen, desservie par la ligne U8. Elle est enterrée à 4,5 mètres sous la Brunnenstraße. La rue qui lui donne son nom est une rue perpendiculaire qui part vers l'ouest. Le nom de la rue et de la station réfère à Alessandro Volta, un physicien italien.

## Histoire
La Voltastraße était la station terminus sud de la ligne pendant la partition, puisque la Bernauer Straße était située à Berlin-Est.
Depuis fin 2011, la station s'est dotée d'un ascenseur et est donc accessible aux personnes à mobilité réduite.